# نيكولاي أندريانوف
نيكولاي أندريانوف (الروسية: Никола́й Ефи́мович Андриа́нов) هو لاعب أولمبي لرياضة الجمباز من الاتحاد السوفيتي. شارك في الأولمبياد الصيفي في 1972–1980، وفاز بما مجموعه 15 ميدالية.

## الميداليات
| ذهب | فضة | برونز | المجموع |
| 7   | 5   | 3     | 15      |

## روابط خارجية
- نيكولاي أندريانوف على موقع الاتحاد الدولي للجمباز (licence) (الإنجليزية)
- نيكولاي أندريانوف على موقع الاتحاد الدولي للجمباز (biography) (الإنجليزية)
- نيكولاي أندريانوف على موقع اللجنة الأولمبية الدولية (الإنجليزية)
- نيكولاي أندريانوف على موقع أوليمبيديا (الإنجليزية)